# Elise Serafin-Luftmann
Elise Serafin-Luftmann (née le 4 octobre 1820 à Cracovie) est une athlète allemande, une des premières à avoir démontré des tours de force en public.

## Biographie
Dès son enfance, Elise Serafin fait preuve d’une force hors du commun pour son âge ; elle rejoint dans un premier temps une troupe d’acrobates en Pologne, avant de rejoindre celle de Karl Rappo en Allemagne.
Elle se produit à travers l’Europe dans les années 1830et 1840, notamment en Allemagne, dans le nord de l’Italie, en Hongrie, au Royaume-Uni et en France. Parmi ses numéros, elle se présente jonglant avec des boulets de canon ou soulevant des poids, des tables ou des hommes. 
Les journaux la présentent comme « la première Hercule au féminin » et vantent sa grâce et sa féminité, qui, associées à son physique, la distinguent des hommes forts dont ils trouvent les veines saillantes inesthétiques.